# 東京公園
《東京公園》，青山真治執導的日本電影，2011年6月18日上映。由三浦春馬、榮倉奈奈等主演。榮獲羅加諾國際電影節金豹獎評審員特別獎。

## 簡介
自幼喪母的大學男孩，一心想成為打動人心的攝影師，總是在東京的公園綠地四處取景拍攝。某日，他意外受到一名中年男子的委託，調查偷拍一名同樣經常在公園出現的美麗少婦。隨著跟蹤工作的進行，他不僅逐漸揭開了少婦的神秘面紗，也漸漸重新檢視了自己的人生與情感困境：與美女繼姊之間曖昧禁忌的牽掛、與幽靈女室友之間相知相惜的依賴。生命的一切彷彿也隨著攝影鏡頭的追捕跟蹤，挖掘出所有隱藏在影像表象下，真實生命的動人之處。
全片以公園作為情節發展的主要舞台，看似平凡平行的人物際遇，都在公園中交錯互動，提供心靈交流的穩定力量，對比於現代人的疏離焦慮，也成為另一種天堂般的理想桃花源。

## 演員
- 志田光司：三浦春馬
- 富永美優：榮倉奈奈
- 志田美咲：小西真奈美
- 初島百合香／志田杏子：井川遙（一人分飾兩角：初島的年輕妻子／光司已過世的生母）
- 初島隆史：高橋洋
- 高井弘：染谷將太
- 志田裕子：長野里美
- 志田實：小林隆
- 原木健一：宇梶剛士
- 初島香綾：岩花櫻
- 神林：安藤玉惠
- 野村：松田沙紀
- 酒吧常客：原金太郎、廣川三憲
- 穿著和服的醉客：島田雅彥
- 鋼琴師橫坂好生：齊藤陽一郎
- 男性清潔生：菟田高城
- 宴會客人：岡田優、澤井正棋、石田恭子
- 代代木公園的親子：森啟一郎、野原千鶴、心優、心陽
- 光司（10歲）：鷲田詩音
- 光司（10歲）的朋友：川添拓海、鮎川昌宏、黑才嘉壽樹
- 光司（6歲）：橋爪龍

## 製作
- 製作人：齋藤寛朗、山崎康史
- 導演：青山真治
- 編劇：青山真治、內田雅章、合田典彥
- 原作：小路幸也《東京公園》（新潮社）
- 剪輯：李英美
- 攝影：月永雄太
- 美術：清水剛
- 照明：齊藤徹
- 音響：菊池信之
- 音樂：青山真治、山田勳生

## 外部連結
- 官方网站